# Visoki jaglac
Visoki jaglac (blijedožuti jaglac, lat. Primula elatior), zeljasta višegodišnja biljka iz roda jaglaca, porodica jaglačevki, rasprostranjena po Europi, uključujući i Hrvatsku.
Naraste do 30cm visine, a u proljeće procvate svjetložutim cvijećem, u grozdovima od 10 do 30 na jednoj stabljici.